# Лейберов, Игорь Павлович
И́горь Па́влович Лейберов (16 июля 1928 Ленинград, РСФСР — 31 марта 2017, Россия) — советский и российский историк, доктор исторических наук, лауреат Государственной премии СССР (1975).

## Биография
Родился 16 июля 1928 года. Отец — Рождественский Павел Иванович (1907—1975), фронтовик, гвардии полковник, кандидат философских наук, доцент, работал в Военно-медицинской академии имени С. М. Кирова. Мать — Лейберова Тамара Ивановна (1905—1989), работала учителем истории в школе Петроградского района. Был эвакуирован с семьёй на Урал, где работал на колхозных и совхозных полях, проходил подготовку в парашютно-десантной школе.
В 1946 году по возвращении в Ленинград поступил в Ленинградский электротехнический институт. За короткий срок прошёл программу первого семестра в Ленинградском педагогическом институте им. А. И. Герцена, поступил туда же сразу на второй семестр. Член ВКП(б) с 1949 года. В 1954 году защитил кандидатскую диссертацию «Рабочее движение в Петрограде в годы Первой мировой войны (1914—январь 1917 гг.». Автор исторических работ: «Петроградский пролетариат в годы мировой войны» и «Петроградский пролетариат в Февральской революции» 1960-х гг. для фундаментальной двухтомной монографии «История рабочих Ленинграда» вышедшей в 1972 году, авторский коллектив которой был удостоены Государственной премии СССР. В 1984 году получил звание заслуженного деятеля науки Абхазской АССР за цикл работ по истории Кавказа. С 1973 по 1993 год заведующий исторической кафедрой в ВПШК-СПбГУП.
Супруга — историк Валерия Фёдоровна Лейберова (Овчинина; род. 1928); сын Андрей (род. 1954) — историк, дочь Татьяна (род. 1964).

## Научная деятельность
Автор свыше 400 научных работ, 20 монографий и книг по истории России и СССР, профсоюзных движений и политической истории. Опубликованные им статьи «Профсоюзы Петербурга в 1905 г.» и «Петроградский пролетариат в борьбе за победу в Февральской революции в 1917 г.» печатались в ведущих журналах того времени, таких как «Вопросы истории» и «История СССР». Одним из основных направлений в исследовании И. П. Лейберова было изучение истории капитализма и рабочего профсоюзного движения в России и Петербурге в конце XIX — начале XX в., политических партий, Первой мировой войны и Февральской революции. На основе изученного И. П. Лейберов опубликовал ряд крупных работ: «Партия большевиков в Февральской революции 1917 г.» (М., 1971, в соавторстве), «На штурм самодержавия. Петроградский пролетариат в годы Первой мировой войны и Февральской революции 1914 — март 1917 гг.» (М., 1979), «Революция и хлеб. Петроградский пролетариат и продовольственные проблемы 1914—1917 гг.» (М., 1990, в соавторстве).

## Основные работы
Книги
- Лейберов И. П., Перегудова З. И. Подвиг Нунэ. — Лениздат, 1985. — 366 с. — (Жизнь славных революционеров-большевиков).
- Цебельдинская находка: из истории революционных связей между Петербургом и Кавказом. — Издательство политической литературы, 1976. — 224 с. (2-е изд. 1980)
- Лейберов И. П., Рудаченко С. Д. Революция и хлеб. — Мысль, 1990. — 224 с. — ISBN 5-244-00410-7.
- Лейберов И. П. Россия, Кавказ, Абхазия. — СПб.: Общество Знание, 1995. — 95 с. — ISBN 5732003525. — ISBN 9785732003529.
- Лейберов И. П. Жизнь даётся только раз: воспоминания. — СПб.: Нестор-История, 2000. — 259 с. — (Историки России. Защита чести и достоинства).
- На штурм самодержавия: Петроградский пролетариат в годы Первой мировой войны и Февральской революции (июль 1914 — март 1917 гг.). — М.: Мысль, 1979. — 311 с.
- Лейберов И. П. Свержение царизма. 1917. Февраль. — Л.: Лениздат, 1967. — 126 с.
- Лейберов И. П. Действующая армия. Весна, 1945; Лейберов П. И. Не последние годы. Сборник статей, очерков и документов. — СПб.: Нестор-История, 2005.

Статьи
- Лейберов И. П. Что мы знаем о Валерьяне Ивановиче Лейберове (Поисковый очерк) : мемуары. — Клио, 2006. — ISSN 2070-9773.